# Pamela Marquardt
Pamela Marquardt (* 2. September 1993 in Neu-Ulm) ist eine deutsche Filmschauspielerin.

## Werdegang
Als Zweijährige wurde Marquardt von ihren Eltern auf ein Zeitungsinserat bei einer Schauspielagentur vorgestellt. Im Alter von drei Jahren spielte sie im deutschen Kinofilm 2 Männer, 2 Frauen – 4 Probleme!? die Tochter der Hauptdarstellerin. 2001 spielte sie als „Bibi“ im Fernsehfilm Wie buchstabiert man Liebe? 2008/09 absolvierte Marquardt eine Schauspielausbildung an der Adk-ulm, 2014 besuchte sie die American University of Rome.
Sie wurde beruflich im Finanzwesen tätig und hat nur noch sporadisch Film-Auftritte.

## Filmografie
- 1997: 2 Männer, 2 Frauen – 4 Probleme!?
- 1998: Dr. Stefan Frank – Der Arzt, dem die Frauen vertrauen (Fernsehserie, eine Folge)
- 1999: Stubbe – Von Fall zu Fall (Fernsehserie, eine Folge)
- 1999: Einmal Himmel und Retour (ZDF)
- 2000: Mein absolutes Lieblingslied (ZDF)
- 2000: Die Rettungsflieger (Fernsehserie, eine Folge)
- 2000: Dr. Stefan Frank – Der Arzt, dem die Frauen vertrauen (Fernsehserie, eine Folge)
- 2000: Medicopter 117 – Jedes Leben zählt (Fernsehserie, eine Folge)
- 2001: Tatort: Ein mörderisches Märchen
- 2001: Marienhof (Fernsehserie, eine Folge)
- 2001: Wie buchstabiert man Liebe?
- 2002: Mama macht’s möglich
- 2002: Stubbe – Von Fall zu Fall (Fernsehserie, eine Folge)
- 2004/05: Forsthaus Falkenau (Fernsehserie, 5 Folgen)
- 2014: Mein dunkles Geheimnis (Fernsehserie, eine Folge)
- 2016/18: Schicksale – und plötzlich ist alles anders (Fernsehserie, 2 Folgen)
- 2017: Bullsprit TV (Fernsehserie, eine Folge)